# قائمة البعثات الدبلوماسية في العراق

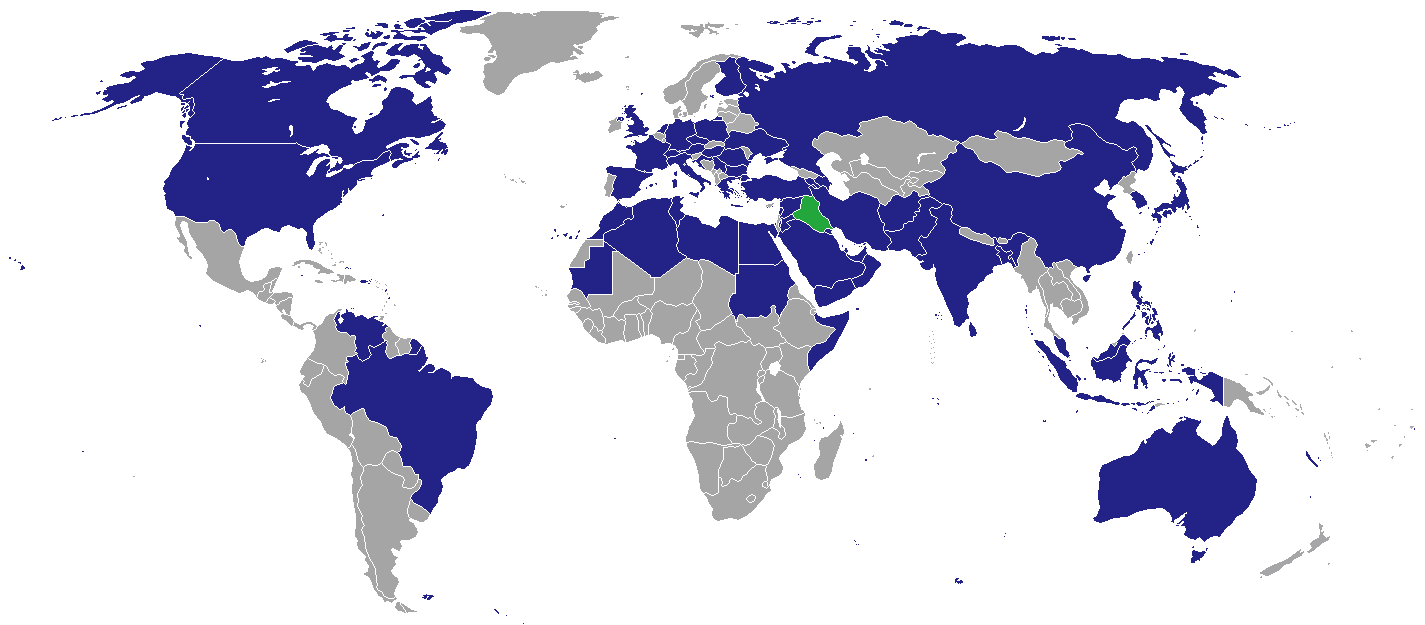
خريطة البعثات الدبلوماسية في العراق

هذه قائمة بالبعثات الدبلوماسية في العراق. يوجد حاليا 58 السفارات في بغداد، والعديد من البلدان تحافظ على القنصليات في مدن عراقية أخرى (لا تشمل القنصليات الفخرية).

## السفارات
بغداد
- أفغانستان
- الجزائر
- أستراليا
- أرمينيا
- البحرين
- بنغلاديش
- البرازيل
- بلجيكا
- الصين
- التشيك
- الدنمارك
- مصر
- فنلندا
- فرنسا
- ألمانيا
- اليونان
- الكرسي الرسولي
- الهند
- إيران
- إندونيسيا
- إيطاليا
- اليابان
- الأردن
- كوريا الجنوبية
- كندا
- الكويت
- لبنان
- هولندا
- نيجيريا
- سلطنة عمان
- باكستان
- فلسطين
- الفلبين
- بولندا
- قطر
- رومانيا
- روسيا
- صربيا
- سلوفاكيا
- إسبانيا
- السعودية
- سريلانكا
- السودان
- سوريا
- تونس
- تركيا
- أوكرانيا
- الإمارات العربية المتحدة
- المملكة المتحدة
- الولايات المتحدة
- فنزويلا
- اليمن

### وظائف أخرى في بغداد
- الاتحاد الأوروبي (الوفد)

## القنصليات العامة/القنصليات
أربيل 

- الأردن القنصلية العامة
- الإمارات العربية المتحدة القنصلية العامة
- ألمانيا القنصلية العامة
- إيران القنصلية العامة
- أوكرانيا القنصلية العامة
- تركيا القنصلية العامة
- روسيا القنصلية العامة
- فلسطين القنصلية العامة
- المملكة المتحدة مكتب السفارة
- مصر القنصلية العامة
- الكويت القنصلية العامة
- السعودية القنصلية العامة
- قطر القنصلية العامة[3][4]

البصرة
- الولايات المتحدة مكتب السفارة
- الدنمارك مكتب التجارة
- إيطاليا القنصلية العامة
- المملكة المتحدة مكتب السفارة
- تركيا القنصلية العامة
- الكويت القنصلية العامة

كربلاء
- إيران القنصلية العامة

ذي قار
- فرنسا

كركوك
- المملكة المتحدة مكتب السفارة
- الولايات المتحدة مكتب السفارة

الموصل
- تركيا القنصلية العامة
- الولايات المتحدة مكتب السفارة
- فنلندا القنصلية العامة
- فرنسا القنصلية العامة

السليمانية
- إيران القنصلية العامة

النجف الاشرف
- ايران القنصلية العامة
- البحرين القنصلية العامة

## البعثات المعتمدة (غير المقيمة)
مواقع المساكن بين قوسين
(في عمان ما لم يذكر خلاف ذلك)
- النمسا
- الأرجنتين (مدينة نيويورك)
- أنغولا (القاهرة)
- جزر البهاما (بروكسل)
- بيلاروس (أنقرة)
- بوليفيا (القاهرة)
- بليز (لندن)
- بوروندي (القاهرة)
- بروناي
- بوتان (مدينة الكويت)
- جمهورية إفريقيا الوسطى (القاهرة)
- الرأس الأخضر (روما)
- تشيلي (بيروت)
- كندا
- كوستاريكا (أبو ظبي)
- كوبا (الرياض)
- كولومبيا (بيروت)
- كرواتيا (القاهرة)[5]
- كمبوديا (مدينة الكويت)
- جمهورية الكونغو الديمقراطية (القاهرة)
- جمهورية الكونغو (القاهرة)
- قبرص (الرياض)
- جمهورية الدومينيكان (أبو ظبي)
- دومينيكا (أبو ظبي)
- الإكوادور (القاهرة)
- السلفادور (الدوحة)
- فيجي (أبو ظبي)
- غينيا (الرياض)
- غواتيمالا (القاهرة)
- غيانا (مدينة الكويت)
- غينيا بيساو (طهران)
- هونغ كونغ (بكين)
- هايتي (روما)
- هندوراس (مدينة الكويت)
- آيسلندا (أوسلو)
- جامايكا (مدينة الكويت)
- كينيا (الرياض)
- كازاخستان
- كيريباتي (مدينة نيويورك)
- لاوس (مدينة الكويت)
- لاتفيا (القاهرة)
- ليسوتو (القاهرة)
- ليتوانيا (القاهرة)
- ماكاو (بكين)
- جزر المالديف (الرياض)
- موريشيوس (الرياض)
- مقدونيا (الدوحة)
- ولايات ميكرونيسيا المتحدة (مدينة نيويورك)
- مولدوفا (أنقرة)
- الجبل الأسود (أبو ظبي)
- ماليزيا
- المغرب
- منغوليا (مدينة الكويت)
- جزر مارشال (سوفا)
- المكسيك (أبو ظبي)
- النرويج
- ناميبيا (القاهرة)
- نيكاراغوا (القاهرة)
- ناورو (مدينة نيويورك)
- نيبال (إسلام أباد)
- كوريا الشمالية (القاهرة)
- البرتغال (أبو ظبي)
- بنما (أبو ظبي)
- باراغواي (بيروت)
- رواندا (أبوظبي)
- سيراليون (الرياض)
- سان مارينو (القاهرة)
- سانت كيتس ونيفيس (لندن)
- سانت لوسيا (لندن)
- سانت فينسنت والغرينادين (لندن)
- سلوفاكيا (القاهرة)
- سلوفينيا (القاهرة)
- سويسرا
- إسواتيني (أبو ظبي)
- سورينام (دلهي الجديد)
- جنوب السودان (القاهرة)
- سيشل (أبو ظبي)
- تايلاند (الرياض)
- توغو (مدينة الكويت)
- تركمانستان (الرياض)
- تونس
- طاجيكستان (الرياض)
- تيمور الشرقية (جاكرتا)
- الأوروغواي (الدوحة)
- أوزبكستان (الرياض)
- فانواتو (كانبرا)
- زامبيا (القاهرة)
- زيمبابوي (القاهرة)